# IEs4Linux
IEs4Linux é um script livre e open source que permite ao usuário executar o Internet Explorer (IE) no Wine (normalmente em Linux). É possível instalar versões do Internet Explorer 5, 5.5 e 6, juntamente com a funcionalidade parcial do IE7 (o motor de layout é carregado na interface do IE6, que funciona bem o suficiente para mostrar páginas como no IE7).
Esta aplicação é voltada para desenvolvedores web: ele permite que os usuários não-Windows vejam suas páginas web de uma forma semelhante à forma como eles olham no Windows. Assim, uma vez que o objetivo principal é fazer com que o Internet Explorer trabalhe em sistemas além do Windows (usando Wine), pode ser menos propenso a ter problema com os vírus e/ou malwares.